# Eugenia capitulifera
Eugenia capitulifera är en myrtenväxtart som beskrevs av Otto Karl Berg. Eugenia capitulifera ingår i släktet Eugenia och familjen myrtenväxter. Inga underarter finns listade i Catalogue of Life.